# New Zealand Poet Laureate
Der New Zealand Poet Laureate („Neuseeländischer Dichterfürst“) ist ein von der National Library of New Zealand ernannter Dichter. Er soll Neuseelands Dichtergemeinschaft repräsentieren, die Poesie fördern und sich für ihre Belange einsetzen. Außerdem wird in der zweijährigen Amtszeit die Veröffentlichung einiger Werke erwartet.

## Geschichte
Der Poet Laureate wurde ursprünglich nicht von der Nationalbibliothek ernannt. Er wurde 1997 vom Te Mata Estate, einem Weingut in der Region Hawke’s Bay anlässlich des hundertsten Jubiläums des Unternehmens ins Leben gerufen. Bill Manhire wurde der erste Te Mata Poet Laureate. Ab 2007 übernahm die neuseeländische Nationalbibliothek die Ernennung der Preisträger.

## Ernennung
Vorschläge zur Ernennung können von Bürgern, Universitäten, Bibliotheken und Programmen für Kreatives Schreiben bei der Nationalbibliothek eingereicht werden. Der National Librarian of New Zealand entscheidet dann unter Beratung des Poet Laureate Advisory Council, dem 2012 der erste Preisträger Bill Manhire, und der Vorstandsvorsitzende des Te Mata Estate, John Buck, angehören.

## Preis
Das Preisgeld hat einen Wert von 100.000 NZ$, von denen 20 % von der Nationalbibliothek einbehalten werden, um Kosten für Veranstaltungen, Öffentlichkeitsarbeit und für den Tokotoko des Preisträgers zu decken. Dieser ist ein mit Schnitzereien verzierter zeremonieller Gehstock der Māori, der dem Preisträger bei seiner Ernennung überreicht wird. Zu den Tokotoko gehört ein Matua oder „Eltern-Tokotoko“, der in der Nationalbibliothek ausgestellt wird, um die gemeinsam mit den Ngāti Kahungunu ausgeübte Schutzherrschaft über den Preis zu symbolisieren. Die Tokotoko werden von dem in der Hawke’s Bay ansässigen Künstler Jacob Scott geschaffen, die Matua werden aus schwarzem Swamp Maire gefertigt und enthalten ein Gedicht des verstorbenen Hone Tuwhare, Preisträger 1999 bis 2001.
Der Tradition des Poet Laureate of the United Kingdom folgend, der ein „Butt of Sack“, also etwa 480 l weißen Likörweins erhielt, bekommt der New Zealand Poet Laureate auch ein Weinkontingent vom Te Mata Estate.

## Liste der New Zealand Poets Laureate
1. Bill Manhire (1997–1999)
2. Hone Tuwhare (1999–2001)
3. Elizabeth Smither (2001–2003)
4. Brian Turner (2003–2005)
5. Jenny Bornholdt (2005–2007)
6. Michele Leggott (2007–2009)
7. Cilla McQueen (2009–2011)
8. Ian Wedde (2011–2013)
9. Vincent O’Sullivan (2013–2015)
10. Christian Karlson Stead (2015–2017)
11. Selina Tusitala Marsh (2017–2019)
12. David Eggleton (seit 2019)